# Acht Trigramme
Die Acht Trigramme (chinesisch 八卦, Pinyin bā guà, Jyutping baat3 gwaa3 – „acht Orakelzeichen“) sind zur Weissagung dienende Symbole, welche die Grundlage des altchinesischen Yijing (veraltet „I Ging“, 易經 / 易经,  Yìjīng, „Buch der Wandlungen“) bilden.
Sie bestehen aus drei entweder durchgezogenen (陽 / 阳,  Yáng) oder unterbrochenen (陰 / 阴,  Yīn) Linien, woraus sich 23 = 8 Möglichkeiten ergeben, die oft in Form eines Kreises dargestellt werden. Zwei Trigramme ergeben eines der 64 (26 = 82 = 64) Hexagramme, deren Bedeutungen im Buch der Wandlungen beschrieben sind.

## Symbole
Wie andere Symbole der chinesischen Numerologie lassen sich auch die Trigramme mit einer Vielfalt von Bedeutungen interpretieren. Die hier gezeigte Auslegung unterscheidet sich geringfügig von der im Yijing (veraltet „I Ging“) angeführten:
| Trigramm | Name | Name | Name           | Natur | Natur | Natur  | Familie | Familie  | Familie          |
| -------- | ---- | ---- | -------------- | ----- | ----- | ------ | ------- | -------- | ---------------- |
|          | 離   | lí   | Trennung       | 火    | huǒ   | Feuer  | 中女    | zhōngnǚ  | mittlere Tochter |
|          | 坤   | kūn  | Weiblichkeit   | 地    | dì    | Erde   | 母      | mǔ       | Mutter           |
|          | 兌   | duì  | Wechsel        | 澤    | zé    | See    | 少女    | shàonǚ   | jüngste Tochter  |
|          | 乾   | qián | Männlichkeit   | 天    | tiān  | Himmel | 父      | fù       | Vater            |
|          | 坎   | kăn  | Gefahr         | 水    | shuǐ  | Wasser | 中男    | zhōngnán | mittlerer Sohn   |
|          | 艮   | gèn  | Aufrichtigkeit | 山    | shān  | Berg   | 少男    | shàonán  | jüngster Sohn    |
|          | 震   | zhèn | Erregung       | 雷    | léi   | Donner | 長男    | zhǎngnán | ältester Sohn    |
|          | 巽   | xùn  | Sanftheit      | 風    | fēng  | Wind   | 長女    | zhǎngnǚ  | älteste Tochter  |

Acht Trigramme mit Name und Natur

(Die LH-Reihung der Tabellenzeilen entspricht der zyklischen Abfolge im Bild rechts, oben beginnend im Uhrzeigersinn)
Die Trigramme sind als universales Orientierungsmodell zu verstehen, das auch Elemente enthält, die auf die Lebensgestaltung des Menschen Einfluss nehmen. Aufgrund von Orientierungsprinzipien und der für die Lebensgestaltung bestimmenden Elemente ist jedem Menschen eine bewusstere Selbstbestimmung möglich. Die Himmelsrichtungen stehen z. B. auch für innere Orientierung, die Organe für bestimmte psychische Verfassungen (Stimmungen, Persönlichkeitsstrukturen). So entspricht den physischen Qualitäten immer auch eine innere (psychische) Qualität.
Die acht Orakelzeichen korrespondieren in der traditionellen chinesischen Numerologie auch mit den anderen Systemen unterschiedlicher Elementanzahl. In der vorstehenden Tabelle sind die Beziehungen zu Natur und Familie gezeigt.
Einige der weiteren mit den Bagua verbundenen Elemente wären:
- Klima
- Farben
- Anatomie
- Körperteile
- Astronomie
- Astrologie
- Tiere, Sternzeichen
- Geographie
- Akupunktur[2]
- Geomantik
 etc. (lässt sich beliebig fortsetzen)

## Reihenfolge

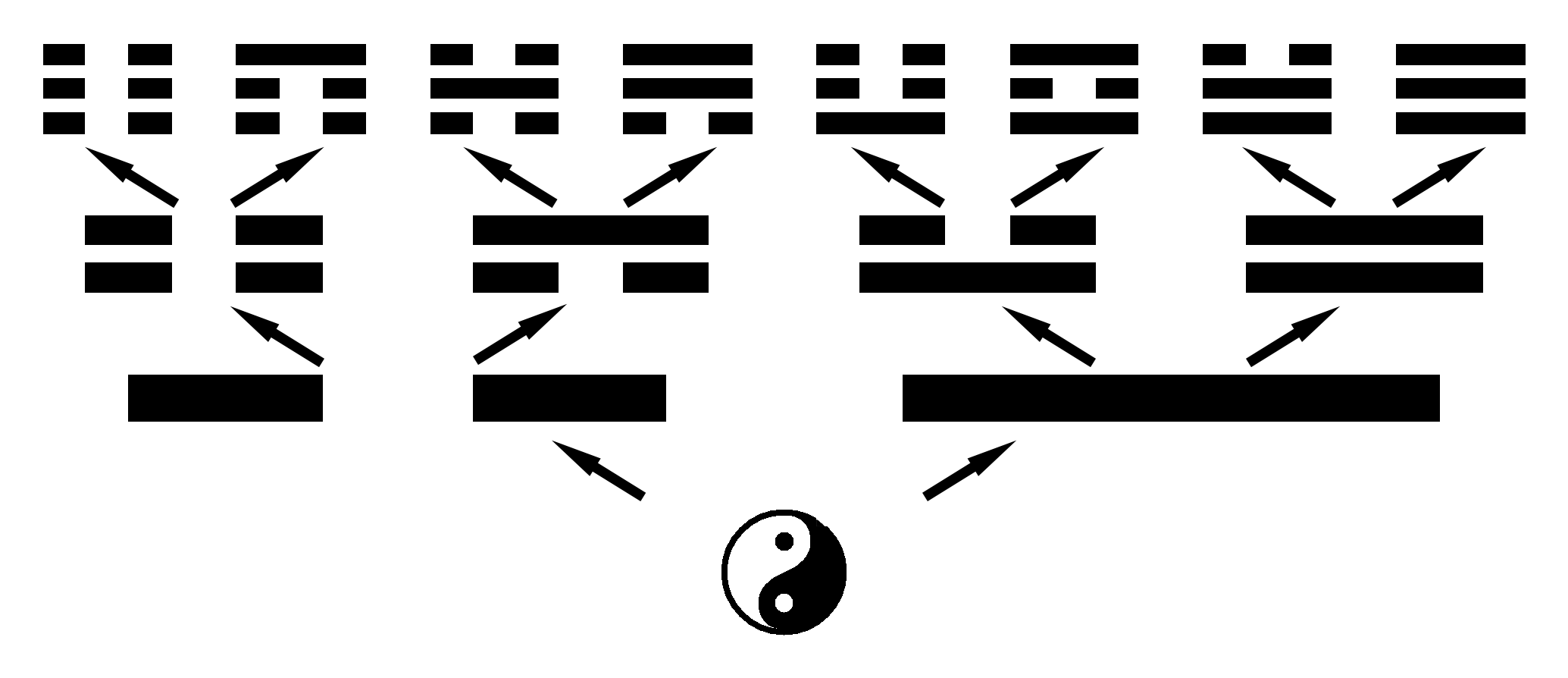
Dualer Aufbau der Trigramme
(genauso auch gespiegelt denkbar)

Für die acht Trigramme sind unterschiedliche Reihungen (卦序,  guàxù) üblich. Die Reihung der Zeichen U+2630 bis U+2637 im Unicode-Block Verschiedene Symbole entspricht der binären Darstellung. Das nebenstehende Bild zeigt die Entwicklung aus den einzelnen Strichelementen, als Folge ergibt sich die Anordnung der Trigramme nach diesem dualen Prinzip, wie es auch von Zhu Xi (朱熹,  Zhū Xī) in einer Darstellung gezeigt wird.
Die kreisförmige Anordnung der Trigramme basiert auf zwei Ordnungssystemen, dem Xiantian (先天,  xiāntiān, wörtl.: Vor-Himmel) und dem Houtian (後天 / 后天,  hòutiān, wörtl.: Nach-Himmel). Diese Zweiteilung der Ordnung geht auf die chinesische Kosmologie zurück, die einen elementaren Wandel vor und nach dem Eintritt ins Dasein feststellt. (vgl. Laozi: „Dao erzeugt die Einheit, die Einheit erzeugt die Zweiheit, die Zweiheit erzeugt die Dreiheit, die Dreiheit erzeugt alle Dinge der Welt.“ 道生一。一生二。二生三。三生萬物 / 道生一，一生二，二生三，三生万物。)
Der Übergang aus einem Zustand ursprünglicher Einheit (mit bereits angelegter Polarität) in den Zustand der Polarität (mit noch immanenter Einheit) entspricht dem Übergang aus der Ordnung des Xiantian 先天 in die Ordnung des Houtian 後天 / 后天. Dies bezieht sich sowohl auf kosmische Spekulationen zur Entstehung der Welt, als auch auf den Übertritt ins Leben, den der Mensch bei seiner Geburt vollzieht. Daher wird Xiantian auch als „vorkosmisch“ oder „vorgeburtlich“ übersetzt, Houtian dementsprechend als „nachkosmisch“ oder „nachgeburtlich“. In der Xiantian-Anordnung der Trigramme stehen sich die polaren Grundkräfte als „Himmel“ (oben) und „Erde“ (unten) in Form von reinem Yang (Trigramm Qian ☰) und reinem Yin (Trigramm Kun ☷) gegenüber; in der Houtian-Anordnung sind es deren Mischformen „Feuer“ in Form von Yang, durchsetzt mit Yin (Trigramm Li ☲) und „Wasser“ in Form von Yin, durchsetzt mit Yang (Trigramm Kan ☵). Die Xiantian-Ordnung wird dem legendären Herrscher Fu Xi (伏羲,  Fú Xī, 2852 bis 2737 v. Chr.) zugeschrieben, die Houtian-Ordnung soll auf König Wen der Zhou-Dynastie (文王,  Wén Wáng, 1099 bis 1055 v. Chr.) zurückgehen.
In der Zuordnung zu den Familienmitgliedern wird der Vater durch drei yáng-Striche ( maskuliner Aspekt), die Mutter durch drei yīn-Striche ( femininer Aspekt) dargestellt; dieser Logik ist noch leicht zu folgen. Hingegen fällt auf, dass den Töchtern die Kombinationen zweier maskuliner mit einem femininen, den Söhnen zweier femininer mit einem maskulinen Strich zugeordnet werden. Die Logik hier besteht darin, dass nicht einfach mehr Yang-Striche männlicher sind, sondern nur eine ungerade Anzahl. Die gerade Anzahl der Yang-Striche bei den Töchtern dagegen verweist auf deren weiblichen Aspekt.
Die konventionelle Abfolge reiht die Trigramme nach den vier Gegensatzpaaren.
Die folgende Tabelle zeigt diese fünf Sortierkriterien.
| Uni- code | hex    | konv. | Tri gramm | Fam.   | Name | Name | Name | Natur | Natur | Natur  | EH | Saison | Saison   | Richtung | Richtung | LH | Saison | Saison   | Richtung | Richtung |
| --------- | ------ | ----- | --------- | ------ | ---- | ---- | ---- | ----- | ----- | ------ | -- | ------ | -------- | -------- | -------- | -- | ------ | -------- | -------- | -------- |
| ☰         | U+2630 | 1     |           | Vater  | 乾   | qián |      | 天    | tiān  | Himmel | 1  | 夏     | Sommer   | 南       | S        | 4  | 秋     | Herbst   | 西北     | NW       |
| ☱         | U+2631 | 8     |           | T3     | 兌   | duì  |      | 澤    | zé    | See    | 8  | 春     | Frühling | 東南     | SO       | 3  | 秋     | Herbst   | 西       | W        |
| ☲         | U+2632 | 4     |           | T2     | 離   | lí   |      | 火    | huǒ   | Feuer  | 7  | 春     | Frühling | 東       | O        | 1  | 夏     | Sommer   | 南       | S        |
| ☳         | U+2633 | 5     |           | S1     | 震   | zhèn |      | 雷    | léi   | Donner | 6  | 冬     | Winter   | 東北     | NO       | 7  | 春     | Frühling | 東       | O        |
| ☴         | U+2634 | 6     |           | T1     | 巽   | xùn  |      | 風    | fēng  | Wind   | 2  | 夏     | Sommer   | 西南     | SW       | 8  | 春     | Frühling | 東南     | SO       |
| ☵         | U+2635 | 3     |           | S2     | 坎   | kăn  |      | 水    | shuǐ  | Wasser | 3  | 秋     | Herbst   | 西       | W        | 5  | 冬     | Winter   | 北       | N        |
| ☶         | U+2636 | 7     |           | S3     | 艮   | gèn  |      | 山    | shān  | Berg   | 4  | 秋     | Herbst   | 西北     | NW       | 6  | 冬     | Winter   | 東北     | NO       |
| ☷         | U+2637 | 2     |           | Mutter | 坤   | kūn  |      | 地    | dì    | Erde   | 5  | 冬     | Winter   | 北       | N        | 2  | 夏     | Sommer   | 西南     | SW       |

Es sind noch viele andere Reihungen möglich und üblich.
|       | Süden  |        |
| Osten |        | Westen |
|       | Norden |        |

Zu den Himmelsrichtungen siehe auch Himmelsrichtungen auf Basis der Erdzweige

### Die Trigramme in der Flagge SüdkoreasKorea Sud
Auf der Flagge Südkoreas sind jene vier Trigramme dargestellt, die sich (bezüglich einer gedachten horizontalen Mittellinie) symmetrisch zeigen.
Die Trigramme lassen sich als Gegensatzpaare verstehen, was vor allem bei den vier symmetrischen offensichtlich ist:
oben der Himmel (☰), unten die Erde (☷) auf einer vertikalen Achse;
wenn Feuer (☲) und Wasser (☵) auf einer kreuzenden horizontalen Achse angeordnet werden, ergibt sich die nebenstehende Struktur.
Die asymmetrischen Gegensatzpaare sind Donner (☳) und Wind (☴), sowie Berg (☶) und See (☱).
Alle drei Striche jedes Gegensatzpaares sind einander entgegengesetzt ( ↔ ), im Übergang zwischen zwei Paaren ist nur einer der drei Striche entgegengesetzt.

## Zuordnungen
Hier werden einige von vielen mehrfachen und widersprüchlichen Zuordnungen dargestellt.
| Codepoint        | U+2630                     | U+2637         | U+2635           | U+2632           | U+2633            | U+2634          | U+2636                         | U+2631          |
| 自然 Natur       | Himmel                     | Erde           | Wasser           | Feuer            | Donner            | Wind            | Berg                           | Ästuar / See    |
| 卦名 Name        | Trockenheit / Männlichkeit | Weiblichkeit   | Gefahr           | Trennung         | Erregung          | Sanftheit       | Beständigkeit / Aufrichtigkeit | Wechsel         |
| 性情 Wesensart   | schöpferisch               | empfangend     | abgründig        | festhaltend      | erregend          | sanft           | ruhig                          | freudvoll       |
| 家族 Familie     | Vater                      | Mutter         | mittlerer Sohn   | mittlere Tochter | ältester Sohn     | älteste Tochter | jüngster Sohn                  | jüngste Tochter |
| 五行 5 Elemente  | Metall                     | Erde           | Wasser           | Feuer            | Holz              | Holz            | Erde                           | Metall          |
| UC Reihung       | 1                          | 8              | 6                | 3                | 4                 | 5               | 7                              | 2               |
| EH Reihung       | 1                          | 2              | 3                | 4                | 5                 | 6               | 7                              | 8               |
| LH Reihung       | 4                          | 2              | 5                | 1                | 7                 | 8               | 6                              | 3               |
| EH Jahreszeit    | Sommer                     | Winter         | Herbst           | Frühling         | Winter            | Sommer          | Herbst                         | Frühling        |
| LH Jahreszeit    | Herbst                     | Sommer         | Winter           | Sommer           | Frühling          | Frühling        | Winter                         | Herbst          |
| 5E Jahreszeit    | Herbst                     | (6. Monat)     | Winter           | Sommer           | Frühling          | Frühling        | (6. Monat)                     | Herbst          |
| EH Richtung      | S                          | N              | W                | O                | NO                | SW              | NW                             | SO              |
| LH Richtung      | NW                         | SW             | N                | S                | O                 | SO              | NO                             | W               |
| 5E Richtung      | W                          | Zentrum        | N                | S                | O                 | O               | Zentrum                        | W               |
| trad. Radikal    | 大 37+1                    | 土 32+3        | 水 85+0          | 火 86+0          | 雨 173+5          | 風 182+0        | 山 46+0                        | 水 85+5         |
| 自然 Naturaspekt | 天 Himmel (37,1)           | 地 Erde (32,3) | 水 Wasser (85,0) | 火 Feuer (86,0)  | 雷 Donner (173,5) | 風 Wind (182,0) | 山 Berg (46,0)                 | 澤 See (85,5)   |

(Die Reihung der Tabellenspalten (oben) und -zeilen (unten) entspricht der konventionellen Abfolge nach den vier Gegensatzpaaren)
|  |        | Bedeutungen, Assoziationen; Begriffe (Auswahl) aus Zehn Flügel |
|  | ------ | --- |
|  | Himmel | Ausdehnungsenergie; das wärmende Prinzip der Sonne, durchdringend und befruchtend. Das himmlische erzeugende (=männliche) Prinzip. Kopf, Führer, Kraft, Stärke, höhere Ordnung; Angriff, Kampf, Konfrontation, feindliches Eindringen. |
|  | Erde   | Empfangende Energie; Ergebnis, Gewinn, Akzeptanz. Das irdische (=weibliche) Prinzip. |
|  | Wasser | Gefahr, Wildwasser, Wolken, Regen; Schlucht, Abgrund, Graben, Grube, Falle, Fangschlinge, Loch; Bloßstellung, Krise; Mond |
|  | Feuer  | Sonne, Strahlung, Licht, Tag, Klarheit; Schnelle Bewegung, Abreise, Trennung; Außerordentliche Wildheit, Fremdartigkeit; Eleganz, Verfeinerung                                                                                         |
|  | Donner | Aufregung, Umsturz, Spaltung; Erwachen, Aufschrecken, Erschütterung, Bewegung, Zittern, Beben, Erdbeben; Herauskommen |
|  | Wind   | Sanfte Durchdringung, Beweglichkeit; Milde, Nachgiebigkeit, Fügsamkeit, Anpassung; Holz |
|  | Berg   | Stille, Ruhe, Innehalten, Beständigkeit; Aufrichtigkeit; Entschlossenheit |
|  | See    | Wechsel (aber auch Stillstand), Ausgleich, Ausgeglichenheit, Befriedigung; Freude, Spaß, Vergnügen; Gewicht |